# Kalidou Sidibé
Kalidou Sidibé, né le 28 janvier 1999 à Montreuil en France, est un joueur de football franco-malien évoluant au poste de milieu défensif pour l'EA Guingamp.

## Biographie

### Débuts professionnels
Né à Montreuil en France, Kalidou Sidibé passe par les équipes de jeunes du Paris SG puis du Paris FC, mais sans jamais jouer avec les pros. Il rejoint le Toulouse FC en juin 2017, où il poursuit sa formation.
Le 31 octobre 2018, il fait sa première apparition avec les pros en Coupe de la Ligue face à Lorient ou il est titularisé au milieu de terrain, avant d'enchainer le 3 novembre 2018 par un premier match en Ligue 1 face au RC Strasbourg.
Le 22 novembre 2018, il signe son premier contrat professionnel avec le TFC, pour une durée de trois ans, jusqu'en 2021,.
Le 14 avril 2019, il inscrit son premier but en professionnel sous les couleurs toulousaines face à Montpellier pour le compte de la 32e journée de Ligue 1 (défaite 2-1 du TFC). Le 13 juin 2019 Kalidou Sidibé prolonge son contrat avec Toulouse jusqu'en 2023. 
En manque de temps de jeu avec Toulouse lors de la saison 2020-2021, il est prêté en fin de mercato hivernal à La Berrichonne de Châteauroux, autre club de Ligue 2, jusqu'à la fin de la saison,.

### US Quevilly
Le 23 août 2021, Kalidou Sidibé est de nouveau prêté par le Toulouse FC, cette fois à l'US Quevilly pour une saison.
Sidibé marque son premier but pour Quevilly le 24 septembre 2021, lors d'une rencontre de championnat face à l' En avant de Guingamp. Titulaire, il ouvre le score dès la deuxième minute de jeu, mais les deux équipes se neutralisent (2-2 score final).
Le 13 août 2022, Sidibé rejoint définitivement l'US Quevilly, en signant un contrat de deux ans, soit jusqu'en juin 2024.

### EA Guingamp
Kalidou Sidibé s'engage à Guingamp le 21 août 2023 pour un contrat de trois saisons. Il marque son premier but dès son premier match avec le club, ouvrant le score à Roudourou contre Pau lors de la 4ème journée de Ligue 2. 

## Statistiques
| Saison                | Club                  | Championnat           | Championnat | Championnat | Coupe nationale | Coupe nationale | Coupe de la Ligue | Coupe de la Ligue | Barrages d'accession | Barrages d'accession | Total | Total |
| Saison                | Club                  | Division              | M.          | B.          | M.              | B.              | M.                | B.                | M.                   | B.                   | M.    | B.    |
| 2018-2019             | Toulouse FC           | Ligue 1               | 20          | 1           | 3               | 0               | 1                 | 0                 | -                    | -                    | 24    | 1     |
| 2019-2020             | Toulouse FC           | Ligue 1               | 4           | 0           | 1               | 0               | -                 | -                 | -                    | -                    | 5     | 0     |
| 2020-2021             | Toulouse FC           | Ligue 2               | 4           | 0           | 1               | 0               | -                 | -                 | -                    | -                    | 5     | 0     |
| Sous-total            | Sous-total            | Sous-total            | 28          | 1           | 5               | 0               | 1                 | 0                 | -                    | -                    | 34    | 1     |
| 2020-2021             | LB Châteauroux (prêt) | Ligue 2               | 11          | 0           | -               | -               | -                 | -                 | -                    | -                    | 11    | 0     |
| Sous-total            | Sous-total            | Sous-total            | 11          | 0           | -               | -               | -                 | -                 | -                    | -                    | 11    | 0     |
| 2021-2022             | US Quevilly (prêt)    | Ligue 2               | 27          | 3           | 3               | 2               | -                 | -                 | 2                    | 0                    | 32    | 5     |
| 2022-2023             | US Quevilly           | Ligue 2               | 32          | 1           | 1               | 0               | -                 | -                 | -                    | -                    | 33    | 1     |
| 2023-2024             | US Quevilly           | Ligue 2               | 3           | 0           | -               | -               | -                 | -                 | -                    | -                    | 3     | 0     |
| Sous-total            | Sous-total            | Sous-total            | 62          | 4           | 4               | 2               | -                 | -                 | 2                    | 0                    | 68    | 6     |
| 2023-2024             | EA Guingamp           | Ligue 2               | 29          | 2           | 2               | 1               | -                 | -                 | -                    | -                    | 31    | 3     |
| 2024-2025             | EA Guingamp           | Ligue 2               | 15          | 1           | -               | -               | -                 | -                 | -                    | -                    | 15    | 1     |
| Sous-total            | Sous-total            | Sous-total            | 46          | 3           | 2               | 1               | -                 | -                 | -                    | -                    | 48    | 4     |
| Total sur la carrière | Total sur la carrière | Total sur la carrière | 158         | 8           | 11              | 1               | 1                 | 0                 | 2                    | -                    | 172   | 9     |